# Westratia caudata
Westratia caudata (лат.) — ископаемый вид перепончатокрылых наездников рода Westratia из семейства Praeaulacidae. Один из древнейших представителей паразитических перепончатокрылых. Обнаружен в меловых ископаемых отпечатках (Байса, верховья р.Витим, в 45 км выше с. Романовка, Бурятия, Россия, меловой период, зазинская свита, аптский ярус, около 120 млн лет).

## Описание
Мелкие перепончатокрылые наездники. Длина тела около 2,7 мм. Длина переднего крыла 2,3 мм. Усики видимо из 15 члеников, у вершины утолщённые. Переднее крыло с основанием жилки RS удалённом от птеростигмы. Базальная ячейка заднего крыла замкнутая. Бёдра тонкие Среднеспинка ребристая, основание ячейки 1-mcu широкое. Брюшко удлинённое.
Вид Westratia caudata был впервые описан по отпечаткам в 1990 году советским и российским палеоэнтомологом Александром Павловичем Расницыным (ПИН РАН, Москва). Включён в состав отдельного рода Westratia Jell and Duncan, 1986.